# Hieracium digeneum
Hieracium digeneum es una especie de planta con flor del género Hieracium, de la familia Asteraceae, orden Asterales.

## Distribución
Hieracium digeneum se distribuye por Italia y Francia.

## Taxonomía
Fue descrita científicamente por Burnat & Gremli. Fue publicada en Cat. Hierac. Alp. Mar.